# Zagajów-Kolonia
Zagajów-Kolonia est une localité polonaise de la gmina de Solec-Zdrój, située dans le powiat de Busko en voïvodie de Sainte-Croix.